# Taeniodera gratiosa
Taeniodera gratiosa är en skalbaggsart som beskrevs av Mohnike 1873. Taeniodera gratiosa ingår i släktet Taeniodera och familjen Cetoniidae. Inga underarter finns listade i Catalogue of Life.